# Tipula epularis
Tipula epularis är en tvåvingeart som beskrevs av Alexander 1953. Tipula epularis ingår i släktet Tipula och familjen storharkrankar. Inga underarter finns listade i Catalogue of Life.